# Elk Run Junction (Virginia Occidental)
Elk Run Junction es un área no incorporada ubicada en el condado de Boone (Virginia Occidental), Estados Unidos. Está clasificada como un asentamiento humano por el Sistema de Información de Nombres Geográficos. Según el sistema de clasificación climática de Köppen, Elk Run Junction tiene un clima subtropical húmedo, abreviado "Cfa" en los mapas climáticos.
Aparece registrada en U.S. Geological Survey con fecha de entrada del 27 de junio de 1980. El número de identificación asignado por el Sistema de Información de Nombres Geográficos es 1538638.

## Geografía
Se encuentra a una altitud de 244 m s. n. m. (801 pies) según el Servicio Geológico de Estados Unidos.